# Chrysomela aeneicollis
Chrysomela aeneicollis är en skalbaggsart som först beskrevs av Schaeffer 1928.  Chrysomela aeneicollis ingår i släktet Chrysomela och familjen bladbaggar. Inga underarter finns listade i Catalogue of Life.